# Постструктуралізм
Постструктуралізм — напрям у філософських і гуманітарних дослідженнях, що отримав розвиток в 1970—1980-ті роки у формі критики та подолання структуралізму. Заснування постструктуралізму пов'язують з політичною нестабільністю кінця 1960-х, тому у постструктуралізмі знайшов відображення загальний стан духовної культури західного суспільства — падіння престижу науки, втрата віри в соціальний прогрес, дегуманізація суспільних відносин. Незважаючи на те, що схожі ідеї раніше висловлювали американські та німецькі філософи, течія була найбільш розповсюджена у Франції. Постструктуралізм розглядає світ культури як феномен писемної культури, безкінечний і безмежний текст, всередині якого знаходиться і сам індивід.
У постструктуралізмі замість індивідуального суб'єкта (як у структуралізмі та екзистенціалізмі) на перший план виходить колективне «Я», мала група однодумців. Для нього властива деконструкція (аналітичне розчленування понять), децентрація, дискурсивний (концептуальний, логічно-раціональний) аналіз мови культури, інтерпретація простору культури як знакової системи, яка складається з тексту (за Жаком Дерріда, «нічого не існує поза текстом») і контексту, стирання просторово-часових меж буття культури. Постструктуралізм виступає філософською, концептуальною основою постмодернізму.
Саме слово «постструктуралізм» пов'язане з назвою іншої філософської течії — структуралізмом, з якого постструктуралізм виріс і який він долав. Окрім цього терміна пропонувалися й інші — «антиструктуралізм», «неоструктуралізм», «параструктуралізм», «гіперструктуралізм», «ультраструктуралізм», «суперструктуралізм».
Постструктуралісти звинувачували своїх попередників в догматичності. Вони визнавали існування структур, але були упевнені в їх децентралізованості і в тому, що «головне в структурі — те, що виводить за її межі».

## Представники
До представників постструктуралізму відносять Едґара Морена, Жана Бодрійяра, Жиля Делеза, Ф. Гваттарі, Ф. Лаку-Лабарта, Ж.-Л. Нансі, С. Кофмана, Ж. Дерріда, Р. Барта, Юлію Крістеву, Ж. Лакана, М. Фуко, П. Бурдьє, К Касторіадіса, Е. Сіксу, Р. Жирара, Ф. Джеймсона, Дж. Батлер, К. Акер, Дж. Агамбена, Дж. Ваттімо, Х. Блюменберга, Ш. Муфф, Л. Ірігарай та ін.

## Основні поняття
- ризома — структура-лабіринт,
- деконструкція — новий тип розуміння,
- текст,
- ідеологія,
- гра слів та логомахія,
- нерозривність того, що означається і того, що означує,
- антигуманізм, перевага масового над індивідуальним.